# Juan Soldado

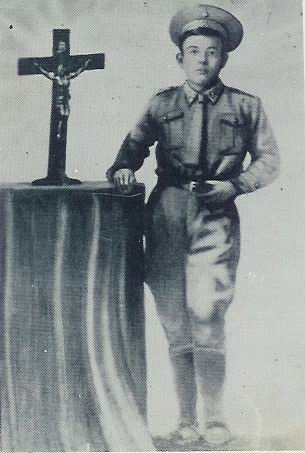
Juan Soldado.

Juan Soldado (Spaans voor Jan Soldaat) ( – Tijuana, 17 februari 1938) was een Mexicaanse soldaat die de hoofdrol speelt in een volkslegende uit Tijuana en omstreken. Zijn eigenlijke naam was Juan Castillo Morales.
Op 13 februari 1938 werd Olga Camacho Martínez, een meisje van acht jaar oud uit Tijuana, vermist. Er werd een grootschalige zoekactie gestart. Drie dagen later werd het dode lichaam van het meisje gevonden. De dader werd al snel gepakt. Het was Juan Soldado. Hij had overal sporen achtergelaten. Zijn vriendin had hem op de avond van de vermissing onder het bloed thuis zien komen, Juan Soldado's voetafdrukken waren op de plaats van het lichaam gevonden en stukjes stof die hij aan zijn kleding had zitten kwamen overeen met Olga's kleding. Bovendien bekende Juan Soldado en hij vroeg om vergiffenis.
De inwoners van Tijuana eisten dat de politie Juan Soldado aan hen moest uitleveren, zodat ze hem konden lynchen. De politie besloot dit niet te doen, maar besloot wel dat hij niet voor een burgerrechtbank kon verschijnen, omdat hij soldaat was. Generaal Contreras besloot hem voor een militaire rechtbank te laten verschijnen, waar hij ter dood werd veroordeeld. Op 17 februari werd hij gefusilleerd.
Een tijdje later kregen de bewoners van Tijuana, die de executie hadden bijgewoond, spijt. Ze vermoedden dat Juan Soldado niet de werkelijke schuldige was, maar dat het een overste van hem was, die hem had opgedragen zich van het lichaam te ontdoen. Ze begonnen Juan Soldado te vereren als een heilige. Tegenwoordig zijn er een aantal kapellen in de buurt van Tijuana aan Juan Soldado gewijd. Er worden zelfs door mensen uit de omgeving van Tijuana, zowel in Mexico als in de Verenigde Staten wonderen aan hem toegeschreven. Hij wordt gezien als een soort beschermheilige voor mensen aan de onderkant van de samenleving, slachtoffers van het systeem.